# Islas Águila
Die Islas Águila (spanisch für Adlerinseln, in Argentinien Islas Andersson) bestehen aus sechs Inseln und einigen Klippen vor der Südküste der Trinity-Halbinsel an der Spitze der Antarktischen Halbinsel. Sie verteilen sich von der Einfahrt zur Duse Bay bis in den Teil des Prinz-Gustav-Kanals, der die Vega-Insel von der Festlandküste trennt. Zur Gruppe gehören Eagle Island, Beak Island, Tail Island, Egg Island sowie Corry Island, Vortex Island und die Tongue Rocks.
Chilenische Wissenschaftler nahmen 1962 ihre Benennung vor.